# Municipio de Štip
El municipio de Štip (en idioma macedonio: Општина Штип) es uno de los ochenta y cuatro municipios en los que se subdivide administrativamente Macedonia del Norte. Su capital es la ciudad de Štip.

## Geografía
Este municipio se encuentra localizado en el territorio que abarca la región estadística del este.

## Población
La superficie de este municipio abarca una extensión de territorio de unos 583,24 kilómetros cuadrados. La población de esta división administrativa se encuentra compuesta por un total de 47.796 personas (según las cifras que arrojaron el censo llevado a cabo en el año 2002). Mientras que su densidad poblacional es de unos ochenta y dos habitantes por kilómetro cuadrado.